# 高平凛人
高平 凛人 (たかひら りんと、2009年12月28日 - ) は、日本の子役俳優、タレント。スマイルモンキー所属。

## 概要
2009年12月生まれ。出身地は非公表。
趣味は、ゲーム、虫捕り。
特技は、バスケットボール、誰とでも打ち解けること。
文武両道のバスケ男子「りんと」くんとして「クイズ!あなたは小学5年生より賢いの?」の名物である「助っ人小学生」の5人の一人として出演した。

## 出演・活動

### テレビ
- クイズ!あなたは小学5年生より賢いの? 毎週レギュラー放送（2020年4月17日 - 2021年3月19日、日本テレビ）助っ人小学生 レギュラー出演[2]

### ドラマ
- 大河ドラマ（NHK）
  - 麒麟がくる（2020年）
  - 鎌倉殿の13人（2022年） - 善哉 役

### CM
- 日本マクドナルド「マックシェイク　もも3種いれちゃいました篇」（2018年）

### スチール写真モデル
- 進研ゼミ小学講座 三年生用（2019年）

### WEBメディア
- 西武そごう「クリスマスキャンペーン」（2018年）
- HONDA 子どもアイディアコンテスト「おわりのないえほん　ひまわりのおうち」（2019年）